# 豊松秀己
豊松 秀己（とよまつ ひでき、1953年12月28日 - ）は、日本の実業家、原子力技術者、元関西電力取締役副社長、元きんでん監査役。退任後、関西電力から総額19億円を超える損害賠償請求訴訟を受けた。福井県敦賀市在住。

## 経歴
京都大学工学部で原子核工学を学び、1978年4月に関西電力に入社。
2003年6月、支配人、原子力事業本部副事業本部長となり、2005年7月には原子燃料サイクル室長を併任、翌2006年6月に執行役員に昇任、2009年6月に常務取締役、2011年6月に取締役副社長となった。2011年、きんでん監査役を併任。このほか、電気事業連合会原子力開発対策委員長なども務めた。
2019年6月関西電力取締役退任。
2011年の関西電力の株主総会では、関西電力の原子炉について、「堅牢な格納容器を持って」おり、北朝鮮のテポドンなどのミサイル攻撃にも耐えられると説明し、メディアの注目を集めた。
関西電力エグゼクティブフェローとして規定を大幅に上回る過去の報酬（取締役の基本報酬をベースに設定された報酬月370万円に、追加納税分の補填30万円と過去の経営不振時の役員報酬カットに対する補填90万円を加算。これまでにエグゼクティブフェローに就任した人の報酬は最高でも月２００万円台）月額490万円の報酬を受けていたが、金品受領問題が発覚して2019年に非常勤嘱託となり、2020年に経営責任を取り嘱託の職を辞した。金沢国税局は、高浜町の建設会社「吉田開発」に対する30年1月着手の査察をきっかけに、関電役員らの多額の金品受領を把握、査察開始後に返還したものも多かったが、豊松氏ら4人は保管期間の長さなどから個人所得に当たると指摘され、居住地の税務署に修正申告した。調査報告書によると、関電内部では、八木誠前会長（70）や岩根茂樹社長（66）が森詳介相談役（79）と協議。豊松氏ら4人に対し、役員退任後に納税分を5年かけて補填すると決定したという。
2016年、フランス政府国家功労勲章オフィシエを受章。

## 金銭受領・便宜供与問題
2019年に、2011年から2018年にかけて高浜原子力発電所がある福井県大飯郡高浜町の森山栄治助役から、八木誠会長や、岩根茂樹社長、森中郁雄副社長らとともに、「原発マネー」と思われる3億2千万円を受け取とっていたことが明らかになり、菅原一秀経済産業大臣から「言語道断。ゆゆしき事態だ」と批判を受けた。なお、判明している分だけで1億1057万円相当を受け取っていた。
2020年善管注意義務違反があったとして、関西電力から総額19億3600万円の損害賠償請求訴訟が大阪地方裁判所になされた。

## 1冊の手帳から
関西電力旧経営陣の役員報酬補塡問題で、大阪地検特捜部が入手した旧経営陣の1冊の手帳に、報酬の決め方についてのメモがあったことが20日、関係者への取材で分かった。
手帳は、東京電力福島第1原発事故後の「原発復権」のキーマンとされ、補塡問題の焦点だった豊松秀己元副社長（68）のもの。
関電関係者によると、手帳には、豊松秀己元副社長が当時の八木誠会長（73）に呼ばれ、副社長を退任してもらう意向を伝えられたと記載。一方で、原子力利用の業界団体で要職に就くとともに、社内でも「エグゼクティブ・フェロー（ＥＦ）」として原子力事業を推進するよう依頼され、副社長級の報酬を約束されたという内容が書かれていた。
関電が原発立地自治体の福井県高浜町の森山栄治元助役（故人）から歴代幹部らが多額の金品を受領したと公表したのは令和元年9月。その後、東日本大震災後の電気料金値上げの際に報酬が減額されたり、金品受領に絡み追加納税を行ったりした豊松元副社長ら役員18人に対し、退任後に計約2億6千万円が支払われたことが発覚した。
特に豊松元副社長について問題視されたのが、総務室が作成したある文書。月額ＥＦ報酬のうち90万円は役員報酬の減額分、30万円は追加納税分の補填に当たる－という計算式が書かれていた。
検察審査会はこの記載を重視。120万円は本来の報酬から上乗せされており、その分は関電に「損害」を与える支出だったと判断。八木誠会長ほか、会長・社長として関わった2人（82と69）の3人が取締役の権限を逸脱し、任務に背いて報酬額を決めたとして、会社法の特別背任罪などで起訴相当と議決した。